# Christophe Laurent
Christophe Laurent (Mende, Lozère, 26 de julio de 1977) es un ciclista francés, profesional desde 2002 hasta 2009.

## Palmarés
2001
- Boucle de l'Artois
- 1 etapa de la Ruban Granitier Breton
- 1 etapa del Tour de Gironde

2009
- 1 etapa del Rhône-Alpes Isère Tour

## Resultados en Grandes Vueltas
| Carrera | Carrera         | 2002 | 2003 | 2004  | 2005 | 2006  | 2007 | 2008 | 2009 |
| ------- | --------------- | ---- | ---- | ----- | ---- | ----- | ---- | ---- | ---- |
|         | Giro de Italia  | —    | —    | —     | —    | —     | —    | —    | —    |
|         | Tour de Francia | —    | —    | 134.º | —    | 124.º | —    | —    | —    |
|         | Vuelta a España | —    | —    | —     | —    | —     | —    | —    | —    |

—: no participa

Ab.: abandono